# Cáceres el Viejo (Barrio)
Urb. Cáceres el Viejo es una urbanización ubicada en el Distrito Norte, al norte de la ciudad de Cáceres. Tiene un perímetro de 3,9 km y una extensión aproximada de 77 hectáreas.
Las primeras viviendas construidas datan del año 2002 mientras que las últimas son del año 2023, aunque aún hay parcelas sin edificar. La población es joven, ya que es un barrio de reciente construcción.
El nombre primitivo de la urbanización fue tomado de la empresa constructora 'Proexsa'. Posteriormente, se decidió cambiar su nombre por el de 'Urb. Cáceres el Viejo', que toma su denominación del Campamento Romano del mismo nombre.

## Límites
El barrio está delimitado por: la EX-390 (Carretera de Cáceres a Torrejón el Rubio); la Carretera de Acceso al Polígono Ganadero, la Calle Severo Ochoa y, en un futuro incierto, por la Ronda Supernorte de Cáceres.

## Transporte
La  (Cáceres el Viejo - Bª Sierra de San Pedro) es la única línea de autobús que pasa por la urbanización. Tiene parada en la Avenida de los Cuatro Lugares. 

## Demografía
A fecha de 1 de enero de 2023, urb. Cáceres el Viejo cuenta con una población de 3128 habitantes. La evolución de la población en los últimos años es la siguiente:
| Año       | 2012 | 2013 | 2014 | 2015 | 2016 | 2017 | 2018 | 2019 | 2020 | 2021 | 2022 | 2023 | 2024 |
| --------- | ---- | ---- | ---- | ---- | ---- | ---- | ---- | ---- | ---- | ---- | ---- | ---- | ---- |
| Población | 2486 | 2581 | 2712 | 2841 | 2966 | 3016 | 3064 | 3085 | 3119 | 3114 | 3120 | 3128 |      |

Hay que destacar que urb. Cáceres el Viejo cuenta con una gran población infantil menores de 18 años. 
Además, existen numerosas casas alquiladas sin que los inquilinos hayan sido empadronados, por lo que el barrio posee más cantidad de habitantes a las registradas.

## Asociación Vecinal
En 2013 se creó la Asociación Vecinal Urb. Residencial Cáceres el Viejo, que a fecha 2023 cuenta con más de 830 familias integradas como socios y socias (equivalentes a 3/4 partes de los residentes del barrio). 

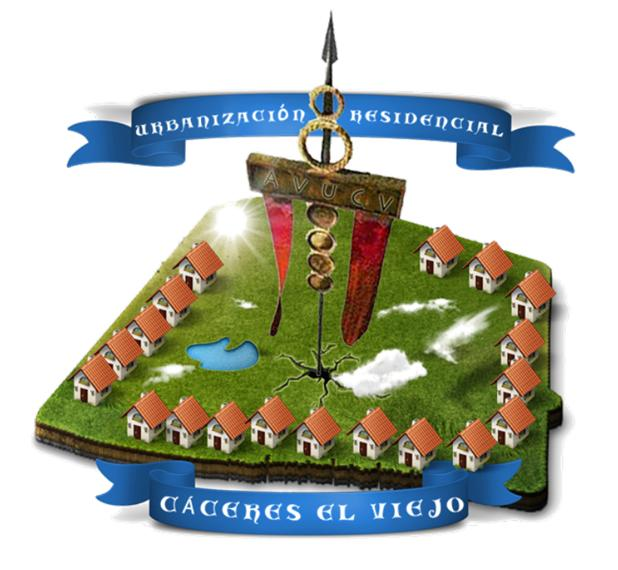

Su Junta Directiva está compuesta por Raúl Pérez como Presidente y Pedro Leo como Secretario, las vocalías corren a cargo de Prado Salgado e Ignacio Polo. 
La Asociación vecinal cuenta con su propia página web: Cacereselviejo.com
Redes Sociales: Facebook, Instagram y canales de Whatsapp. 
También tiene su propia APP del Barrio: Cáceres el Viejo Informa (android) y BandoMóvil para terminales IOS. 

## Asociación Sección Juvenil
En 2020 se crea la sección Juvenil de la Asociación Vecinal Urb. Residencial Cáceres el Viejo, que agrupará a todos los jóvenes de entre 14 y 26 años del barrio, del distrito y/o de la ciudad, coordinado por Ignacio Polo. 

## Callejero
| Av. de los Cuatro Lugares | C/ Los Abetos    | C/ Los Laureles |
| C/ de la Cebada           | C/ Los Almendros | C/ Los Lirios   |
| C/ Las Adelfas            | C/ Los Cipreses  | C/ Los Romeros  |
| C/ Las Margaritas         | C/ Los Enebros   | C/ Los Sauces   |
| C/ Las Retamas            | C/ Los Espliegos | C/ Los Tilos    |
| C/ Las Violetas           | C/ Los Fresnos   | C/ Los Tomillos |
| C/ Las Zarzamoras         | C/ Los Geranios  | C/ Los Trigales |
| C/ Los Abedules           | C/ Los Jazmines  | C/ Miraflores   |